# 5365 Fievez
5365 Fievez este un asteroid din centura principală de asteroizi.

## Descriere
5365 Fievez este un asteroid din centura principală de asteroizi. A fost descoperit pe 7 martie 1981 la Observatorul La Silla de Henri Debehogne și Giovanni de Sanctis. Asteroidul prezintă o orbită caracterizată de o semiaxă mare de 2,22 ua, o excentricitate de 0,10 și o înclinație de 1,6° în raport cu ecliptica.